# Physocleora flaviplaga
Physocleora flaviplaga là một loài bướm đêm trong họ Geometridae.